# Я лечу
«Я лечу́» — российский телесериал по сценарию Игоря Осипова и Алексея Карановича, произведённый компанией «Костафильм» при поддержке министерства здравоохранения РФ. Сериал повествует о студентах-медиках, третьекурсниках, впервые попавших на практику в реальную больницу, где им приходится сталкиваться со всеми превратностями своей профессии.
Телесериал снимали в настоящей больнице в подмосковном городе Реутове. Премьера состоялась 21 апреля 2008 года на канале СТС. Телесериал вошёл в число наиболее рейтинговых проектов СТС в 2008 году. Повторный показ вышел в 2009 году под названием «Я лечу. Пересмотр дела».

## Герои
Валерия Чехова — студентка 3-го курса, 20-21 год, приёмная дочь главврача хирургического центра Олега Викторовича Лобова. Девушка с добрым и отзывчивым сердцем, мечтает излечить брата Дениса от опухоли головного мозга и именно поэтому решает посвятить свою жизнь нейрохирургии. В свободное время углубляет свои познания, читает медицинскую литературу. Лера считает, что смерть родителей семь лет назад в автокатастрофе не была случайной, и пытается самостоятельно расследовать подробности этого дела, чтобы найти доказательства.
Александр Николаевич Гордеев — талантливый хирург «от Бога», которого назначают руководителем практики студентов. 37 лет. Строг, крайне язвителен, упрям, вспыльчив, нетерпелив к невежеству студентов и некомпетентности коллег, особенно в том, что касается его обожаемой хирургии, но справедлив. Его не интересует карьера, он просто предан своему делу, не может жить без своей работы и сутками торчит на ней. Готов отстаивать свою точку зрения до конца, из-за чего имеет постоянные проблемы с начальством, но даже при таком раскладе вызывает у руководства невольное уважение своей честностью и прямолинейностью.
Владимир Рудаковский (Пинцет) — студент 3-го курса, бывший одноклассник Леры и её лучший друг, тайно влюблённый в неё с самого детства. Пошёл в мединститут вслед за Лерой, хотя больше ладил с информационными технологиями. Классический долговязый растяпа и неудачник, на которого всегда можно рассчитывать. Стремится защищать Леру от всевозможных неприятностей и потенциальных конкурентов.
Валентина Шостко — студентка 3-го курса. Староста группы. Неимоверно ответственная, пунктуальная, педантичная и строгая привереда небольшого роста с комплексом неполноценности и полным отсутствием личной жизни. «Железная» Шостко свято чтит букву закона, будь то приказ из деканата или больничные правила, и никому не простит нарушения. Хотя порой прикрывает одногруппников по старой дружбе.
Николай Фролов (Фрол) — студент 3-го курса, по совместительству подрабатывает фельдшером скорой помощи по ночам и мечтает получить диплом, чтобы стать настоящим врачом. Уже взрослый и вполне состоявшийся мужчина, имеет собственную семью: женат на Марине Фроловой, есть маленькая дочь Вероника и теща, с которой сложились очень сложные отношения. Постоянно испытывает финансовые трудности из-за того, что вынужден обеспечивать семью. Никогда не высыпается из-за ночных дежурств и всё время засыпает, иногда даже прямо на лекциях доктора Гордеева и в палате больных, которых курирует.
Анатолий Смертин — студент 3-го курса. Новичок с неизвестным прошлым, переехавший в другой город и только что переведённый в группу. Красив, галантен и обходителен с девушками, прирождённый Дон Жуан.Влюблён в сокурсницу Вику Алькович. К практике в больнице относится небрежно, любит пошутить над одногруппниками и руководством, однако не всегда его шутки доводят до добра.
Вика Алькович — студентка 3-го курса, лучшая подруга Леры. Красивая, волевая и самостоятельная девушка, ранимая в душе. Любит детей и хочет иметь собственную семью. Её не заботят мелкие условности вроде пунктуальности или рабочей формы, но если речь идёт о чём-то серьёзном, она всегда поступает по справедливости, даже если это идёт вразрез с её собственными желаниями и интересами. Влюблена в однокурсника Анатолия Смертина.
Рудольф Новиков (Рудик) — студент 3-го курса. «Ботаник», ходячая медицинская энциклопедия, считает нужным проконсультировать своих несведущих одногруппников и руководителей, особенно если его не просят об этом. Уязвим, угрюм, не терпит насмешек над собой и своими познаниями, любит поумничать во всеуслышание, чем доводит друзей и коллег до белого каления.
Маша Капустина — студентка 3-го курса. Простодушная и безобидная рыжая девушка из деревни, целевая студентка, по окончании института должна вернуться в родную деревню и работать там врачом. Забалтывает пациентов жизнеутверждающими историями про родственников и знакомых в терапевтических целях. Отлично готовит, печёт вкусные пироги и знает всё о народных средствах лечения болезней.
Глеб Лобов — студент 3-го курса, сын главврача Лобова и сводный брат Леры. Тайно влюблён в Леру и пытается добиться её взаимности всеми доступными способами, постоянно устраивая неприятности своим конкурентам. Не хочет быть врачом, его судьбу за него определили родители. Выглядит безответственным нахалом под покровительством папочки, но на самом деле неплохой человек, тщательно скрывающий свои истинные чувства и порядочность.
Олег Викторович Лобов — главврач хирургического центра и его руководитель. Приёмный отец Леры и Дениса, родной отец Глеба. Когда-то был неплохим хирургом, но уже давно утратил квалификацию и превратился в бюрократа из-за постоянной текучки мелких хозяйственных проблем больницы. Немолодой, вспыльчивый, крикливый, одышливый мужчина. Всегда отстаивает интересы родного заведения, часто ругается с Гордеевым из-за несовместимости позиций, но уважает его как человека и как профессионального хирурга. Закупает лекарства у фармацевтической фирмы своей жены Аллы, что доставляет ему немало хлопот и косых взглядов.
Алла Евгеньевна (Вячеславовна) Лобова — директор и владелец фармацевтической фирмы. Жена Олега Викторовича Лобова, приёмная мать Леры и Дениса, родная мать Глеба. Жёсткая, решительная и расчётливая бизнес-леди, сама сколотившая состояние и устроившая свою жизнь во всех отношениях. Безумно любит Глеба и защищает его прежде всего, к присутствию Леры и Дениса в семье относится как к неизбежной данности, с которой нужно смириться.
Фёдор Ильич Анкушев — загадочная личность, невесть откуда взявшийся шантажист с тёмным прошлым. Постоянно названивает Алле с угрозами и преследует Леру, пытаясь что-то рассказать ей о смерти её родителей.
Семён Аркадьевич Степанюга — коллега Гордеева по хирургическому отделению. В отличие от оного, весьма посредственный хирург, халатно относящийся к работе и вследствие чего постоянно допускающий серьёзные врачебные ошибки. Отчаянно завидует более молодому, опытному и талантливому Гордееву. Презрительно относится к пациентам, с которых нечего взять, и лебезит перед теми, кто готов щедро раскошелиться. Типичный скользкий карьерист — берёт на себя заслуги других там, где это выгодно, и сваливает вину и ответственность на других, где это можно сделать. Благодаря невероятной изворотливости и везению выкручивается из опасных для него ситуаций и до сих пор держится на своём рабочем месте.
Ирина Васильевна Ковалец — заведующая хирургическом отделением, уже немолодая женщина с профессиональной хваткой и хорошим чувством юмора. Отличный квалифицированный хирург и неплохой руководитель, пекущийся о своём отделении. Покровительствует Гордееву, с которым у неё сложились дружеские отношения как на профессиональной, так и на личной почве, прикрывает его перед начальством — Лобовым — и по мере своих возможностей ограждает от интриг Степанюги.
Лидия Гавриловна Жукова — заведующая хирургическом отделением, пришедшая на смену Ковалец после её повышения в должности. Спокойная и тихая, но вызывающая уважение своей компетентностью женщина средних лет, ответственно подходит к наведению порядка во вверенном ей заведении.
Вадим Георгиевич Куратов — врач-гастроэнтеролог, хороший друг Гордеева и его бывший однокурсник. Приятный, чуть полноватый мужчина с густым басом, прекрасный врач. Имеет отлично обустроенную дачу, которую частенько предоставляет Гордееву в безвозмездное пользование.
Денис Чехов — брат Леры, серьёзный и вполне самостоятельный юноша. Обожает свою сестру. Страдает опухолью (каверномой) головного мозга, из-за которой у него часто болит голова, но тщательно скрывает недомогание от сестры, чтобы не расстраивать её.
Нина Алексеевна Старкова — врач-терапевт, любовница Гордеева. Прекрасная и чувственная женщина, желающая обрести своё тихое семейное счастье, хороший специалист. Плетет интриги вместе со студентом Глебом Лобовым против Леры.
Евгения Борисовна Гордеева — жена Гордеева, с которой он всё ещё формально состоит в браке. Тоже бизнес-леди, однако более мягкая и привлекательная, чем Алла. После большого перерыва в отношениях хочет вернуть мужа обратно.

## Сюжет
Студенты медицинского ВУЗа направляются в больницу для прохождения практики. Согласно приказу заведующей отделением Ирины Ковалец руководителем группы молодых практикантов назначают ведущего хирурга Александра Николаевича Гордеева, который совсем не в восторге от такого обстоятельства, но вынужден согласиться взять их к себе.
Знакомство не радует ни его, ни студентов. Особо сложные отношения складываются у него с Валерией Чеховой и её сводным братом — Глебом Лобовым, сыном главврача больницы. Впоследствии Гордеев узнаёт, что Лера — не родная дочь Лобова, а настоящие её родители погибли семь лет назад. После того как она сама спасает больного Игнатьева, отношения между ней и Гордеевым несколько налаживаются. Девушка узнает из разговоров отчима и мачехи, что смерть её родных не была случайной, и начинает собственное расследование.
Любовница Гордеева, врач-терапевт Нина Старкова, замечает, что между ним и Лерой зарождаются чувства. Нина начинает ревновать его к ней, и, объединив свои усилия с Глебом, лично заинтересованном в этом деле, пытается интриговать против Чеховой. Александр Николаевич понимает, что влюбился; то же чувствует и Лера. Но стоит их отношениям взлететь в гору, как из Москвы приезжает бывшая (по паспорту — настоящая) жена Гордеева — Женя, и всё летит под откос. Она предлагает мужу работу в Москве, и тот соглашается, но в последний миг скрывается от всех на даче своего лучшего друга Вадима Куратова. Лера продолжает своё расследование; ей помогает товарищ и сокурсник — Володя Рудаковский (Пинцет). Позже девушка узнает местонахождение возлюбленного и приезжает к нему.
Гордеев остаётся на даче, а Лера вынуждена ехать в больницу. Когда она возвращается домой, на неё нападают хулиганы, нанятые Инной, девушкой Глеба, которая ревнует его к ней. Юный Лобов заранее узнает о нападении и спасает Чехову, но сам получает ножевое ранение, а затем признается ей в любви. На скорой его доставляют в больницу. Дежурным хирургом в эту ночь оказалась Ковалец, и Лера срочно уезжает за Гордеевым. Он входит в операционную в тот момент, когда юношу начала уже оперировать Ирина Васильевна, и сменяет её. Все понимают, что только благодаря Гордееву дело кончилось успешно.
После операции Глеба Александр Николаевич решается на серьёзный шаг. Он едет в Москву, где разводится с женой, а когда возвращается, делает Лере предложение. Они подают заявление в ЗАГС, а Чехова переезжает жить к любимому. Алла перестает строить ей козни. Тогда же девушка вспоминает о своем расследовании и вместе с Гордеевым просматривает документы своего отца. Оба узнают о проведении незаконных испытаний медицинского несертифицированного препарата на детях.
Близится «Экватор» — студенческий праздник. Студенты решают отметить его на даче Куратова. Во время этого мероприятия Денису, который пришёл с сестрой, становится плохо, и он впадает в кому. Лера достает больничную карту брата и находит там упоминание препарата, фигурирующего в записях их отца. В ходе расследования она узнает, что в смерти её родителей виновен бизнесмен Григорий Емельянов. А тем временем в больницу приезжает старый нейрохирург Попов с целью осмотреть мальчика, который видит Гордеева и признает в нём своего бывшего ученика-кудесника, пропавшего два года назад. Тот собирается оперировать Дениса, но вскоре под давлением врачей отказывается и куда-то уезжает. Через день он возвращается вместе со своими московскими коллегами и возвращает больного к жизни.
Мачеха Леры рассказывает ей всю правду. Оказывается, что и она, и Емельянов, и странный незнакомец причастны к гибели супругов Чеховых.

## В ролях

### Студенты
- Лера Чехова — Мария Горбань
- Анатолий Смертин — Юрий Горбач
- Вика Алькович — Ксения Баскакова
- Рудольф Новиков — Александр Пурис
- Мария Капустина — Елена Нетёсина
- Владимир Рудаковский (Пинцет) — Николай Потапов
- Валентина Шостко — Анна Кузминская
- Глеб Лобов — Игорь Шмаков
- Николай Фролов — Егор Рыбаков

### Работники больницы
- Александр Николаевич Гордеев (ведущий хирург больницы) — Владислав Галкин
- Олег Викторович Лобов (главврач больницы) — Владимир Стеклов
- Лидия Гавриловна Жукова (новая заведующая отделением, сокурсница Степанюги) — Татьяна Лютаева
- Семен Аркадьевич Степанюга (коллега Гордеева) — Андрей Лебедев
- Нина Алексеевна Старкова (врач, терапевтического отделения) — Алёна Ивченко
- Галина Алексеевна Тертель (старшая медсестра) — Елена Ласкавая
- Тоня Лебедева (медсестра хирургистического отделения) — Ольга Бынкова
- Ирина Васильевна Ковалец (заведующая отделением) — Елена Бушуева
- Вадим Куратов (врач, друг Гордеева) — Василий Фролов

### Прочие
- Алла Евгеньевна Лобова (жена Олега, мать Глеба) в нескольких сериях Вячеславовна — Алёна Яковлева
- Денис Чехов (младший брат Леры) — Константин Дзямко
- Евгения  (бывшая жена Гордеева) — Лада Аукштыкальнис
- Григорий Анатольевич Емельянов (бизнесмен) — Георгий Мартиросян
- Вадик (одноклассник Леры и Пинцета, компьютерный гений) — Артем Крестников
- Юрий Иванович Бармин — Владимир Чуприков
- Василий Смирнов — Игорь Мулев
- Елагин (пациент, пытавшийся косить от армии) — Вячеслав Чернышов
- Гера (знакомый Глеба, племянник Березняковой) — Назар Ас-Самаррай
- Сухоруков (нейрохирург) — Вадим Померанцев

## Критика
Алексей Чернов, обозреватель «Наш фильм», неоднозначно оценивает сериал:
В стремлении реалистично передать работу медиков создатели сериала всё-таки переборщили с терминами. <…> Молодые актёры в качестве практикантов не вполне убедительны. За исключением Марии Горбань… <…> А вот корифеи не подкачали. Владислав Галкин в роли Гордеева, конечно, хорош. <…> Владимир Стеклов и Алена Яковлева, несомненно, украшение сериала.